# Spellbinder: Vùng đất của Thủ lĩnh Rồng
Spellbinder: Land of the Dragon Lord là một bộ phim truyền hình dành cho thiếu niên, với phần trước đó là Người Spellbinder. Cả hai phần đều kể về việc du hành giữa các thế giới song song. Tuy nhiên chỉ có một điểm chung duy nhất giữa hai phần phim đó là sự xuất hiện xuyên suốt của nhân vật Ashka (Heather Mitchell).
Địa điểm của bộ phim đề cập đến là Australia ("thế giới của Kathy" và một thế giới song song tương tự thế giới của cô), Trung Quốc ("thế giới của Sun") và Ba Lan ("thế giới của Ashka", và hai thế giới song song khác nữa).
Tại Việt Nam, phim từng được TVM Corp. mua bản quyền và phát sóng trên kênh HTV3. Và được xem là bộ phim gắn liền với ký ức tuổi thơ của thế hệ 9x.

## Tóm tắt
Mọi chuyện bắt đầu khi Kathy quyết định khám phá một con tàu bí ẩn và khác thường nằm kế bên hồ, cô tình cờ bị đẩy khỏi thế giới mà cô đang sống (Australia) đến một thế giới song song. Thế giới mà cô vừa khám phá ra có một nền văn hóa tương tự như văn hóa Trung Hoa, tuy nhiên với trình độ khoa học kỹ thuật lại phát triển vượt bậc, bao gồm một cỗ máy vi tính có khả năng nói được có tên là "Nhà tiên tri" điều hành mọi hoạt động của vương quốc.
Kathy dành hết thời gian của mình cố để lẩn trốn khỏi những con người nguy hiểm của thế giới này và trở về với thế giới của mình, mong muốn đoàn tụ với gia đình. Cô bị giam cầm bởi Ashka, một người đàn bà xảo quyệt và mưu mô vừa mới vượt ngục từ chính thế giới của bà ta (do tội lỗi của bản thân đã gây ra ở phần trước). Bà ta cố tìm người có thể giúp mình đạt được mục đích thống trị thế giới.
Bộ phim cũng đề cập đến hành trình của Sun đến với thế giới của Kathy, nơi mà cậu không còn được bảo vệ bởi đế chế của mình, và mọi người không ai tôn trọng cậu.

## Diễn viên
- Lauren Hewett...... Kathy Morgan
- Ryan Kwanten........Josh Morgan
- Leonard Fung........Sun
- Anthony Wong........Mek
- Heather Mitchell... Ashka
- Me Yang.............Sharak
- Lenore Smith........Vicky Morgan
- Peter O'Brien.......Carl Morgan
- Hu Xin..............Princess Aya
- Gui Jeilan..........Jasmine